# Дон Чейні
Дональд Рей Чейні (англ. Donald Ray Chaney, нар. 22 березня 1946, Батон-Руж, Луїзіана, США) — американський професіональний баскетболіст, що грав на позиції атакувального захисника за декілька команд НБА. Дворазовий чемпіон НБА. Згодом — баскетбольний тренер.

## Ігрова кар'єра
На університетському рівні грав за команду Х'юстон (1965–1968). 
1968 року був обраний у першому раунді драфту НБА під загальним 12-м номером командою «Бостон Селтікс». Професійну кар'єру розпочав 1968 року виступами за тих же «Бостон Селтікс», захищав кольори команди з Бостона протягом наступних 7 сезонів. 1969 та 1974 року ставав чемпіоном НБА у складі команди.
З 1975 по 1976 рік грав у складі  команди АБА «Спірітс оф Сент-Луїс».
1976 року перейшов до «Лос-Анджелес Лейкерс», у складі якої провів наступний сезон своєї кар'єри.
Останньою ж командою в кар'єрі гравця стала «Бостон Селтікс», до складу якої він приєднався 1977 року і за яку відіграв 2 сезони.

## Тренерська робота
1984 року розпочав тренерську кар'єру, ставши головним тренером команди «Лос-Анджелес Кліпперс», в якій пропрацював до 1987 року.
Протягом 1988—1992 років очолював тренерський штаб команди «Х'юстон Рокетс». 1991 року був визнаний тренером року в НБА.
Протягом 1993—1995 років очолював тренерський штаб команди «Детройт Пістонс».
Останнім місцем тренерської роботи була команда «Нью-Йорк Нікс», головним тренером якої Дон Чейні був з 2001 по 2004 рік.

### Тренерська статистика
| Команда                 | Сезон   | G   | W   | L   | W–L% | Місце                    | PG | PW | PL | PW–L% | Результат                |
| ----------------------- | ------- | --- | --- | --- | ---- | ------------------------ | -- | -- | -- | ----- | ------------------------ |
| «Лос-Анджелес Кліпперс» | 1984–85 | 21  | 9   | 12  | .429 | 5-е в Тихоокеанському    | —  | —  | —  | —     | не вийшли до плей-оф     |
| «Лос-Анджелес Кліпперс» | 1985–86 | 82  | 32  | 50  | .390 | 4-е в Тихоокеанському    | —  | —  | —  | —     | не вийшли до плей-оф     |
| «Лос-Анджелес Кліпперс» | 1986–87 | 82  | 12  | 70  | .146 | 6-е в Тихоокеанському    | —  | —  | —  | —     | не вийшли до плей-оф     |
| «Х'юстон Рокетс»        | 1988–89 | 82  | 45  | 37  | .549 | 2-е в Середньо-Західному | 4  | 1  | 3  | .250  | Програш у Першому раунді |
| «Х'юстон Рокетс»        | 1989–90 | 82  | 41  | 41  | .500 | 5-е в Середньо-Західному | 4  | 1  | 3  | .250  | Програш у Першому раунді |
| «Х'юстон Рокетс»        | 1990–91 | 82  | 52  | 30  | .634 | 3-є в Середньо-Західному | 3  | 0  | 3  | .250  | Програш у Першому раунді |
| «Х'юстон Рокетс»        | 1991–92 | 52  | 26  | 26  | .500 | (звільнений)             | —  | —  | —  | —     | —                        |
| «Детройт Пістонс»       | 1993–94 | 82  | 20  | 62  | .244 | 7-е в Центральному       | —  | —  | —  | —     | не вийшли до плей-оф     |
| «Детройт Пістонс»       | 1994–95 | 82  | 28  | 54  | .341 | 7-е в Центральному       | —  | —  | —  | —     | не вийшли до плей-оф     |
| «Нью-Йорк Нікс»         | 2001–02 | 63  | 20  | 43  | .317 | 7-е в Атлантичному       | —  | —  | —  | —     | не вийшли до плей-оф     |
| «Нью-Йорк Нікс»         | 2002–03 | 82  | 37  | 45  | .451 | 6-е в Атлантичному       | —  | —  | —  | —     | не вийшли до плей-оф     |
| «Нью-Йорк Нікс»         | 2003–04 | 39  | 15  | 24  | .385 | (звільнений)             | —  | —  | —  | —     | —                        |
| Усього                  |         | 831 | 337 | 494 | .406 |                          | 11 | 2  | 9  | .182  |                          |